# Heinrich Wilhelm Reichardt

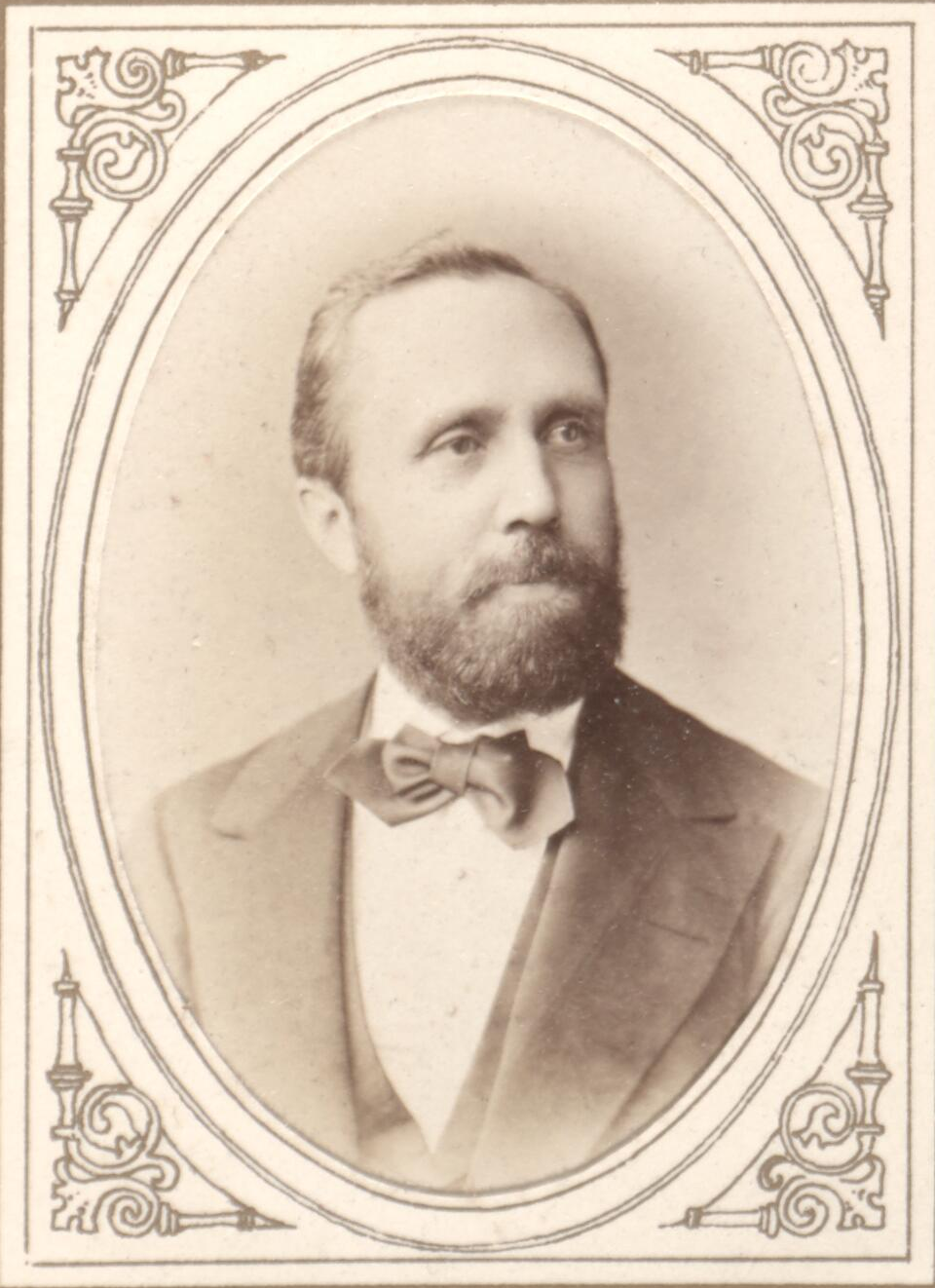
Heinrich Wilhelm Reichardt im Jahr 1876

Heinrich Wilhelm Reichardt (* 16. April 1835 in Iglau; † 2. August 1885 in Mödling) war ein österreichischer Botaniker.

## Leben
Reichardt war der Sohn eines wohlhabenden deutschen Kaufmanns. Schon während seiner Zeit am Gymnasium von Iglau wurde seine Begeisterung für die Botanik geweckt. Am Ende seiner Schulzeit 1854 nahm die Zoologisch-Botanische Gesellschaft in Wien seine Schrift Beitrag zur Flora Nordböhmens zur Veröffentlichung an. 1854 oder 1855 bestand er die Reifeprüfung und ging anschließend zum Studium der Medizin an die Universität Wien. Bis 1859 widmete er sich neben seinem Medizinstudium zugleich dem Studium der Botanik unter Franz Unger und Eduard Fenzl.
Reichardts Promotion zum Dr. med. erfolgte 1860 an der Wiener Universität. Währenddessen hatte sich Reichardt bereits als Botaniker positioniert. Es wurde in seinen Studienjahren 1856 die Schrift Ueber das centrale Gefäßbündelsystem einiger Umbelliferen in den Sitzungsberichten der Wiener Akademie, 1857 die Schrift Ueber hypocotylische Adventivknospen und Wurzelsprosse bei krautartigen Dicotylen in den Berichten der zoologisch-botanischen Gesellschaft, 1859 die Schrift Ueber die Gefäßbündelvertheilung im Stamme und Stipes der Farne in den Denkschriften der Wiener Akademie sowie 1860 wieder bei der Zoologisch-Botanischen Gesellschaft Flora des steiermärkischen Bades Neuhaus bei Cilli gedruckt. Auf dieser Grundlage konnte er sich auf Fenzls Betreiben 1860 auch für den Fachbereich der Botanik habilitieren und wurde zum Privatdozent sowie zum Wissenschaftlicher Assistent am Lehrstuhl für Botanik am Botanischen Garten der Universität Wien ernannt. Die Assistentenstelle hatte er bis 1870 inne. 1873 wurde er schließlich zum außerordentlichen Professor an der Universität ernannt und es wurde ihm in diesem Zuge die Leitung eines durch Schenkung an der Universität entstandenen Laboratoriums übertragen. Außerdem wurde er zum Prüfungskommissär für Mittelschulen ernannt.
Reichardt konnte zudem im k.k. Botanischen Hofcabinet Annahme finden. Hier war er parallel zu seiner universitären Tätigkeit und seinem vielfältigen Engagement in den wissenschaftlichen Vereinen, Gesellschaften und Redaktionen tätig. Ab 1860 war er dort zunächst Volontär, bekam dann 1863 eine Assistentenstelle und wurde nach dem Tod des Botanikers Theodor Kotschy 1866 Kustosadjunkt. Im Jahr 1867 bekam er den Titel Kustos verliehen. 1871 stieg er zum Ersten Kustos auf. Er wirkte bei der wissenschaftlichen Auswertung der Novara-Expedition mit und erhielt dafür die allerhöchste Anerkennung des Kaisers. Nach dem Rücktritt von Fenzl wurde er 1878 kommissarischer Vorstand des Botanischen Hofcabinets und verantwortete bis zu seinem Tod die Eingliederung und Neuaufstellung der Sammlung im neuen Naturhistorisches Museum Wien.
Reichardt übergab bereits 1874 sein Herbarium und seine Bibliothek teilweise an die Universität und teilweise an die königliche Sammlung. Nachdem seine Mutter 1879 starb, die ihn allein aufgezogen hatte und seinen weiteren Lebensweg bis dahin begleitete, fiel er in Depressionen. Noch vor der Eröffnung des neuen Museums beging er Suizid.
Reichardt war Mitarbeiter an der Allgemeinen Deutschen Biographie.

## Ehrungen
Reichardt war Mitglied unterschiedlicher Gesellschaften und Akademien im In- und Ausland. So war er beispielsweise seit 1. Januar 1869 (Matrikel-Nr. 2099) mit dem Beinamen Joh. Hedwig III. Mitglied der Akademie der Naturforscher Leopoldina und außerdem der Ungarischen Akademie der Wissenschaften sowie der Deutschen Botanischen Gesellschaft. Er wurde zum Ehrenmitglied des Naturwissenschaftlichen Vereins an der Universitaet Wien ernannt und erhielt außerdem 1875 den Kaiserlich-Österreichischen Franz-Joseph-Orden sowie daneben den kaiserlich-brasilianischen Orden der Rose für seine Verdienste um die Erforschung der Flora in Brasilien.